# Cindy Birdsongová
Cindy Birdsongová rozená Cynthia Ann Birdsongová (* 15. prosince 1939 Mount Holly) je americká zpěvačka soulu a rhythm and blues.
V roce 1960 se přidala k afroamerické dívčí vokální skupině The Ordettes, později známé jako Patti LaBelle and the Bluebelles. Jejich největšími hity byly písně You'll Never Walk Alone a Down the Aisle. V roce 1967 přešla k superskupině The Supremes, kde nahradila Florence Ballardovou. V roce 1972 odešla na mateřskou dovolenou a na její místo nastoupila Lynda Laurence. Vrátila se v roce 1973, v roce 1976 ukončila pěveckou kariéru a pracovala jako zdravotní sestra v Ronald Reagan UCLA Medical Center. V roce 1986 byla zakládající členkou skupiny Former Ladies of the Supremes, později se pokusila o sólovou dráhu a v roce 1987 vydala singl Dancing Room. V roce 2004 vystoupila v televizní show ke 45. výročí Motown Records.